# Le Pacha
Le Pacha är en fransk-italiensk kriminalfilm från 1968 i regi av Georges Lautner.
Filmen är baserad på Jean Labordes roman Pouce!

## Rollista i urval
- Jean Gabin - kommissarie Joss, "le Pacha"
- Dany Carrel - Nathalie Villar
- Jean Gaven - Marc
- André Pousse - Quinquin
- Gérard Buhr - Arsène
- Robert Dalban - inspektör Gouvion
- Maurice Garrel - Brunet
- Serge Gainsbourg - sig själv